# Scrophularia luridiflora
Scrophularia luridiflora är en flenörtsväxtart som beskrevs av Fisch. och C. A. Mey.. Scrophularia luridiflora ingår i släktet flenörter, och familjen flenörtsväxter. Inga underarter finns listade i Catalogue of Life.